# 辛菲罗波尔区 (克里米亚自治共和国)
辛菲罗波尔区（烏克蘭語：Сімферопольський район）是乌克兰在克里米亚自治共和国成立的区份，行政中心为辛菲罗波尔。
此区成立于2023年9月7日，其区域包括辛菲罗波尔市拉达和原辛菲罗波尔区所管辖的范围。但由于乌克兰并未实际控制克里米亚，故事实上此区并未真正运作。

## 聚居地及下属拉达
该区境内共有115个聚居地：一个城市、7个市级镇、103个村庄和4个乡村居民点。在行政管理上该区有24个拉达（或称议会）：一个市拉达、5个镇拉达和18个村达拉。辛菲罗波尔市拉达下分为三个市辖区。